# Drácula (serie de televisión de 2013)
Dracula es una serie de televisión británico-estadounidense de terror dramático. La serie, una reimaginación de la novela de Bram Stoker Drácula, fue producida por Carnival Films; se emitió en los Estados Unidos en NBC y en el Reino Unido en Sky Living. Fue creado por Cole Haddon, mientras que Daniel Knauf sirvió como productor ejecutivo y escritor principal.
A la serie se le dio una orden directa de diez episodios. Fue cancelado después de una temporada.
En Latinoamérica se estrenó en Universal Channel del 18 de noviembre de 2013 al 17 de febrero de 2014. Mientras que en España ha sido emitida por el canal XTRM y ahora se puede ver por el canal Dark.

## Sinopsis
La serie sigue a Drácula, quien llega a Londres haciéndose pasar por un empresario estadounidense que afirma que quiere traer la ciencia moderna a la sociedad victoriana, pero en realidad espera vengarse de las personas que arruinaron su vida siglos atrás. Sin embargo queda cautivado y enamorado de Mina Murray, una joven mujer que parece ser la reencarnación de su difunta esposa.

## Elenco y personajes

### Principales
- Jonathan Rhys-Meyers como Drácula / Alexander Grayson / Vlad Tepes[2]
- Jessica De Gouw como Mina Murray / Ilona,[6] estudiante de medicina y reencarnación de la esposa de Drácula.
- Thomas Kretschmann como Abraham Van Helsing,[7] profesor de Mina en la universidad.
- Victoria Smurfit como Lady Jayne Wetherby, una cazadora a la moda que es inmediatamente atraída por el Rey de los Vampiros.[8]
- Oliver Jackson-Cohen como Jonathan Harker, un periodista negligente que está desesperado por escalar las filas de la aristocracia.[9][10]
- Nonso Anozie como R.M. Renfield, confidente leal de Drácula y guardián de secretos.[11]
- Katie McGrath como Lucy Westenra[11] una muchacha rica de la alta sociedad que alberga sentimientos románticos secretos por Mina, su mejor amiga.[12]

### Recurrentes
- Ben Miles como Browning, el líder de la Orden del Dragón.
- Robert Bathurst como Lord Thomas Davenport
- Miklós Bányai como Szabo, el amigo de Harker y excompañero de trabajo en el periódico.
- Phil McKee as Joseph Kowalski, técnico principal de Grayson.
- Anthony Calf como el Dr. William Murray, padre de Mina y director del Bethlem Royal Hospital.
- Jemma Redgrave como Minerva Westenra, madre de Lucy.
- Tamer Hassan como Kaha Ruma alias "El marroquí".[13]

## Episodios
1. The Blood Is the Life
2. A Whiff of Sulfur
3. Goblin Merchant Men
4. From Darkness to Light
5. The Devil’s Waltz
6. Of Monsters and Men
7. Servant to Two Masters
8. Come to Die
9. Four Roses
10. Let There Be Light

## Producción
La serie fue filmada en Budapest. Antes del estreno de la serie, NBC lanzó una serie web animada titulada Dracula Rising, que sirve como precuela que representa la historia del origen del personaje principal.

## Premios y nominaciones
| Año  | Premio                               | Categoría                                                                        | Resultado |
| ---- | ------------------------------------ | -------------------------------------------------------------------------------- | --------- |
| 2014 | American Society of Cinematographers | Outstanding Achievement in Cinematography in One-Hour Episodic Television Series | Nominada  |
| 2014 | People's Choice Awards               | Favorite New TV Drama                                                            | Nominada  |
| 2014 | People's Choice Awards               | Favorite Actor in a New TV Series - Jonathan Rhys Meyers                         | Nominada  |